# Pali Blues
Pali Blues war ein zwischen 2008 und 2014 existierendes Franchise im nordamerikanischen Frauenfußball. Die in Los Angeles beheimatete Mannschaft trat in der USL W-League an, in der sie vier Mal den Titel gewann. In ihrer abschließenden Spielzeit lief sie unter dem Namen Los Angeles Blues auf.

## Geschichte und Hintergrund
Die Pali Blues wurden 2008 vom iranischstämmigen Geschäftsmann Ali Mansouri gegründet und traten fortan in der Western Conference der USL W-League an. Nachdem die von Charlie Naimo Mannschaft alle zwölf Spiele der regulären Spielzeit gewonnen hatte, erreichte sie über einen 2:0-Erfolg über Washington Freedom das Meisterschaftsendspiel. Amy LePeilbet und Ilaria Pasqui waren dort die Torschützen beim 2:1-Sieg über den FC Indiana, der direkt im Gründungsjahr den Titelgewinn bedeutete. Im folgenden Jahr gelang erneut die Meisterschaft der Western Conference, über die Frauenmannschaft der Colorado Rapids und die Hudson Valley Quickstrike Lady Blues gelang erneut der Einzug ins Meisterschaftsendspiel. Dort wurde gegen die zweite Mannschaft der Washington Freedom Futures mit einem 2:1-Erfolg durch Treffer von Kendal Billingsley und Iris Mora der Titel verteidigt. In den beiden folgenden Spielzeiten verpasste das Franchise den Einzug in die Meisterschaftsplayoffs. Unterdessen weitete Mansouri seine Fußballtätigkeiten aus und nahm mit dem von ihm übernommenen Männerfranchise Los Angeles Blues SC an der neu gegründeten USL Pro teil. 
2012 erreichten die Pali Blues, bei denen Naimo nach seinem Wechsel als Gründungstrainer zu den Los Angeles Blues zu Saisonbeginn zurückgekehrt war, erneut das Meisterschaftsendspiel. Das Duell gegen die Frauenmannschaft von Ottawa Fury ging ins Elfmeterschießen, in dem der dritte Titelgewinn verpasst wurde. Im folgenden Jahr gelang der erneute Finaleinzug, Naimos Mannschaft profitierte beim dritten Titelgewinn von einem Eigentor der Kanadierin Cindy Walsh, das den 1:0-Sieg über die Laval Comets einbrachte. Ende des Jahres schloss sich der Lokalkonkurrent Los Angeles Strikers den Pali Blues an, da Los Angeles bei der Gründung der National Women’s Soccer League nicht berücksichtigt wurde und die jeweiligen Besitzer somit eine schlagkräftige Mannschaft initiieren wollten. Die Spielzeit 2014 dominierte die als Los Angeles Blues antretende Mannschaft entsprechend und erreichte abermals das Endspiel, dort wurde die zweite Mannschaft von Washington Spirit mit einem 6:1-Finalsieg geradezu deklassiert. Neben der zweifach erfolgreichen Katie Stengel zeichneten Mele French, Sarah Killian, Caprice Dydasco und Paige Nielsen für die Finaltore verantwortlich.
Als amtierender Meister zog sich Pali Blues am Ende der Spielzeit 2014 vom Spielbetrieb zurück, da Mansouri sich auf sein Engagement beim Männerteam konzentrieren wollte.